# ルイ・ヴェルデン・ホーキンス
ルイ・ヴェルデン・ホーキンス（Louis Welden Hawkins、1849年7月1日 - 1910年5月1日）はイギリス人の父親と、オーストリア貴族の娘の間に生まれた画家で、後にフランスの市民権を得た人物である。象徴主義の画家の一人とされる。

## 略歴
ドイツのシュトゥットガルト(当時はヴュルテンベルク王国)に生まれた。父親はイギリス海軍の士官で母親はオーストリア貴族で、オーストリア陸軍元帥のヴェルデン男爵の娘だった。家系から軍人の道に進むことを家族から期待されていたが1873年に家族から離れパリに移った。パリの私立の美術学校、アカデミー・ジュリアンでウィリアム・アドルフ・ブグローやジュール・ジョゼフ・ルフェーブル、ギュスターヴ・ブーランジェに学んだ。1875年にフランスの市民権を得た。
1881年にフランス芸術家協会の展覧会に出展した。象徴主義のスタイルやイギリスのラファエル前派の画家を思わせる作品を描いた。国民美術協会の展覧会、象徴主義の展覧会「薔薇十字サロン」やブリュッセルで開かれた「ラ・リーブル・エステティーク（自由美学）」の展覧会に出展した。
ジャン・ロラン、ポール・アダム、ロベール・ド・モンテスキュー、ステファヌ・マラルメといった文学者たちと友人であった。
晩年はブルターニュに住み、主に風景画を描いた。

## 作品

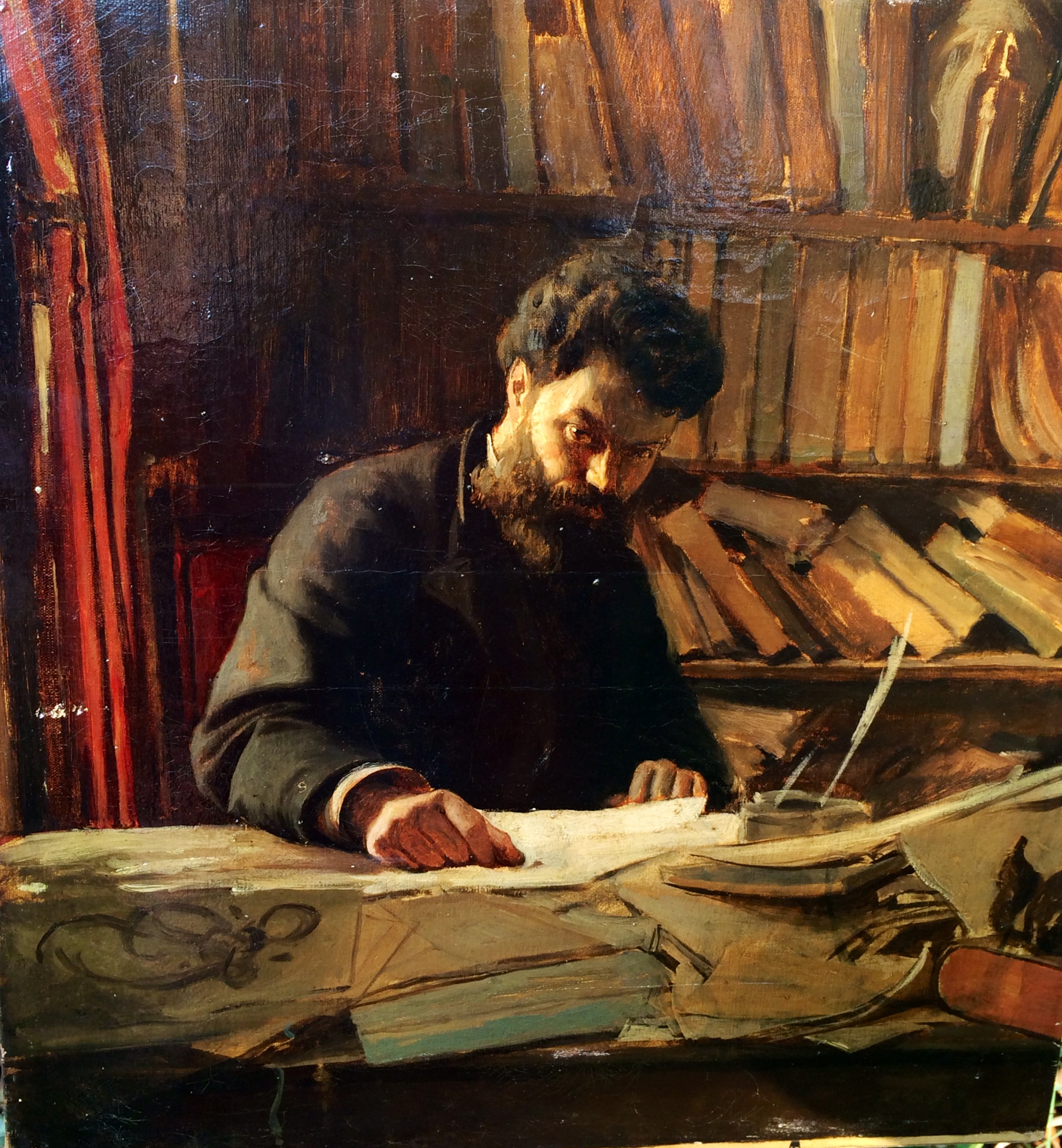
カミーユ・ペルタン
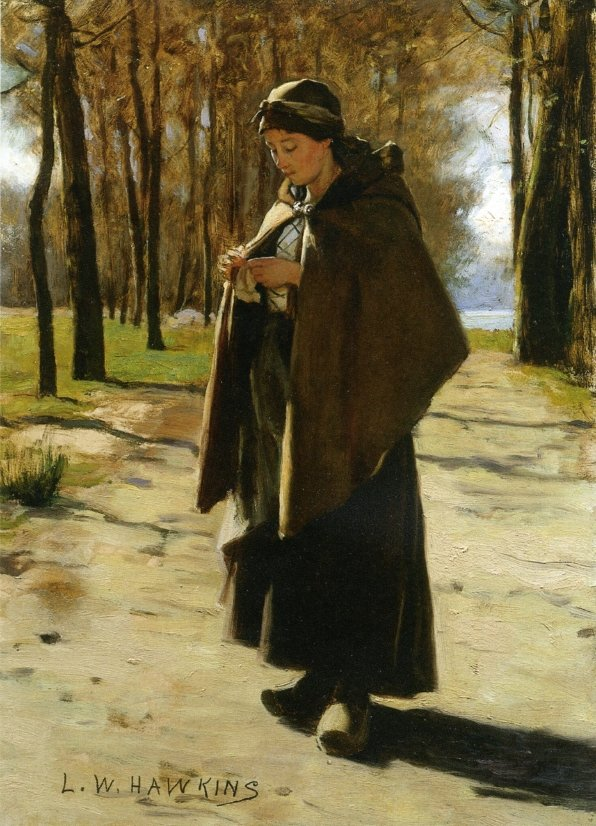
農家の女(1880)
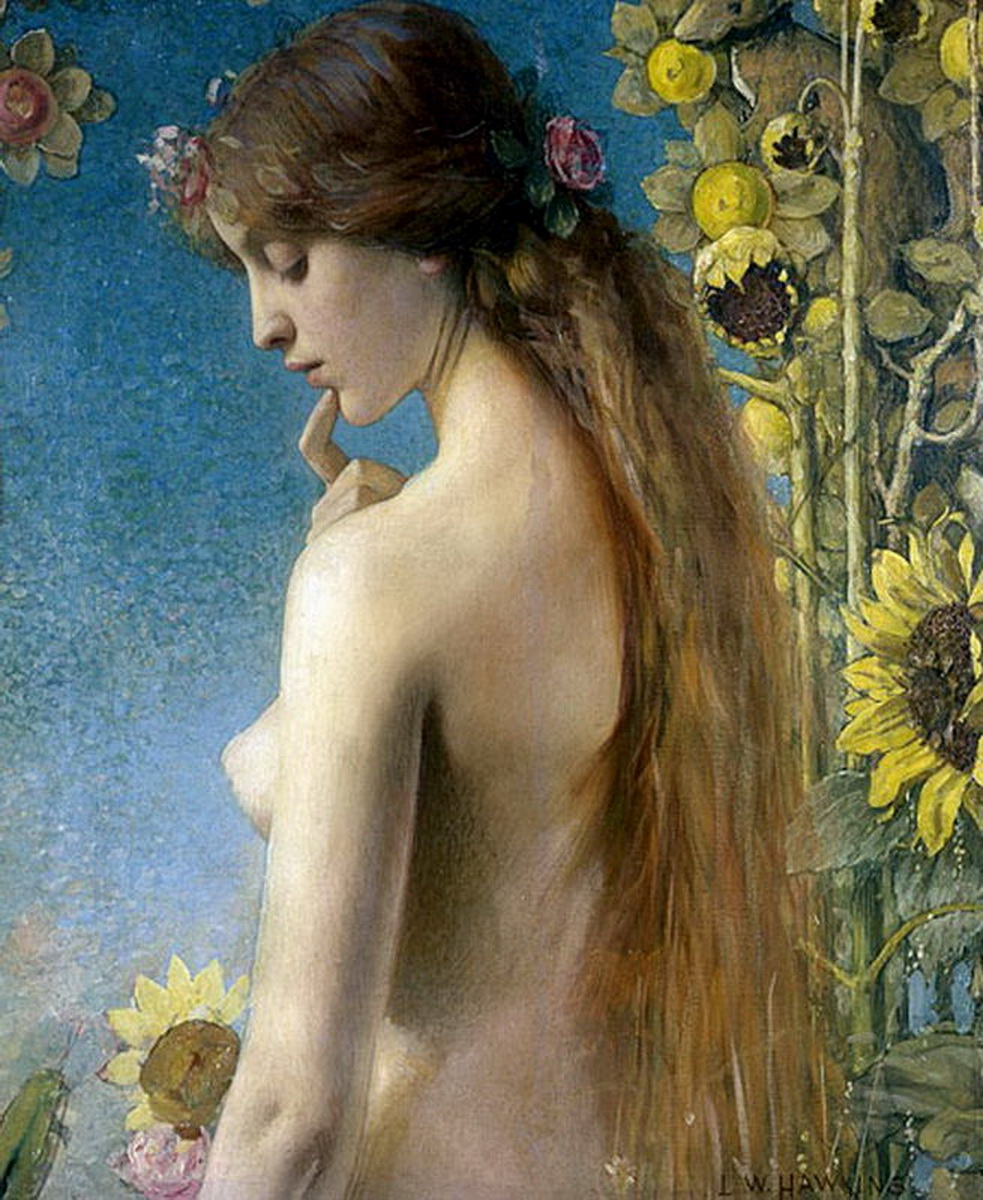
Clytie
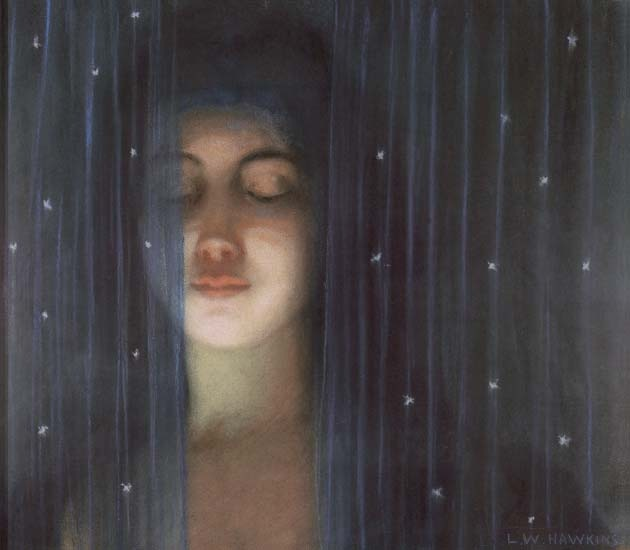
ヴェール(c.1890)
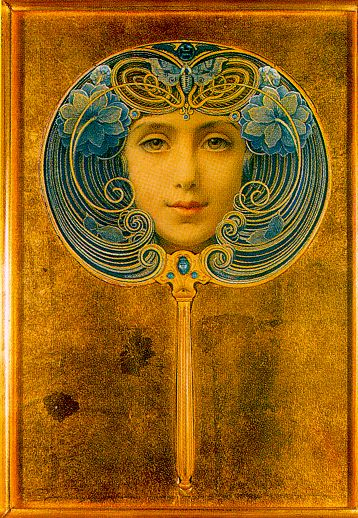
Masc
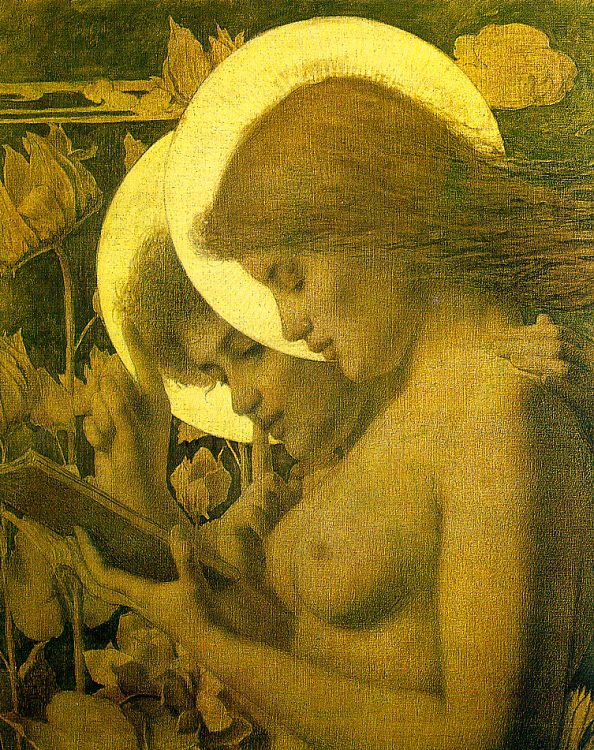
Les Auréoles (1894)
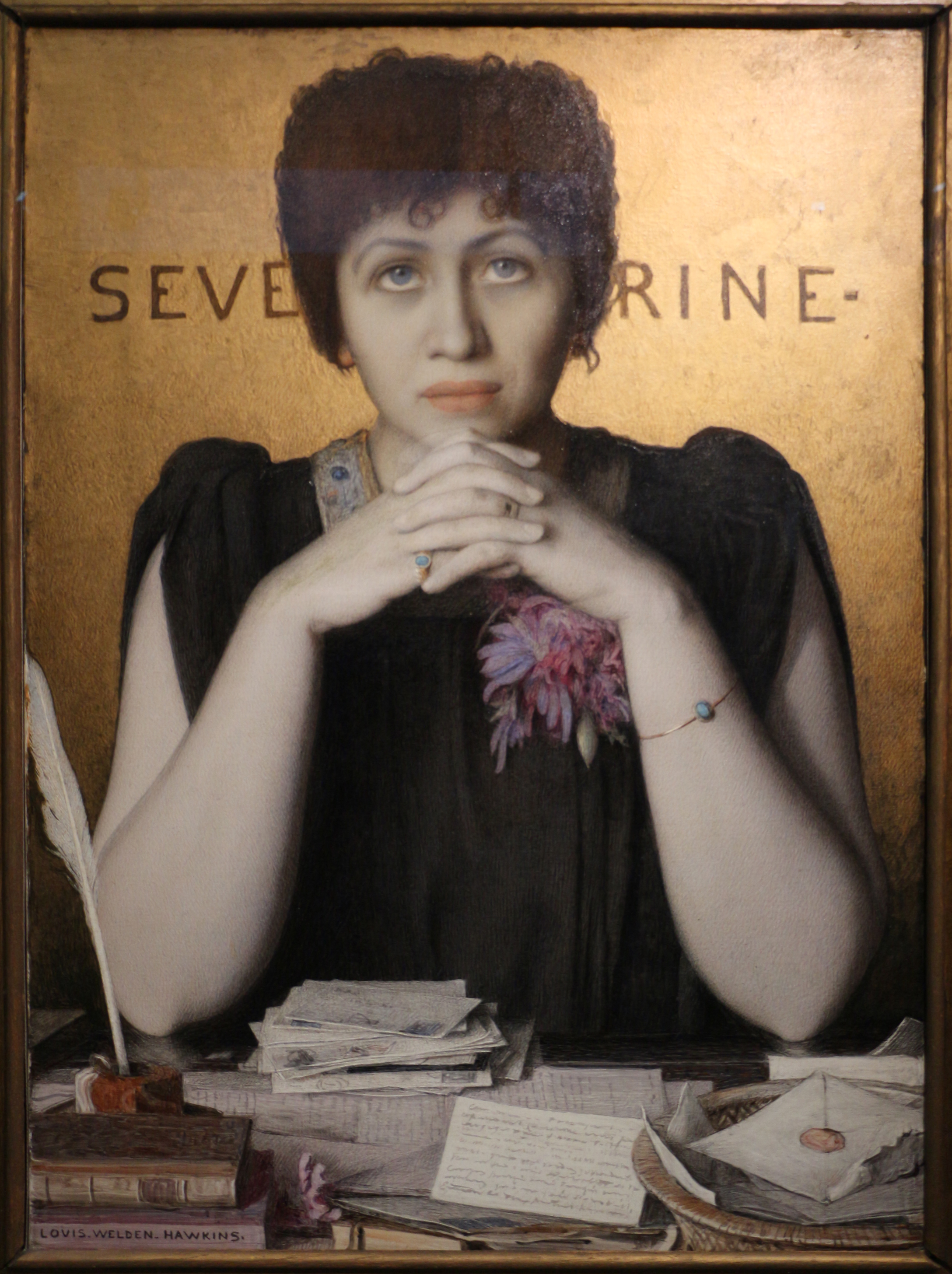
セヴリーヌ-無政府主義者の肖像(1895)
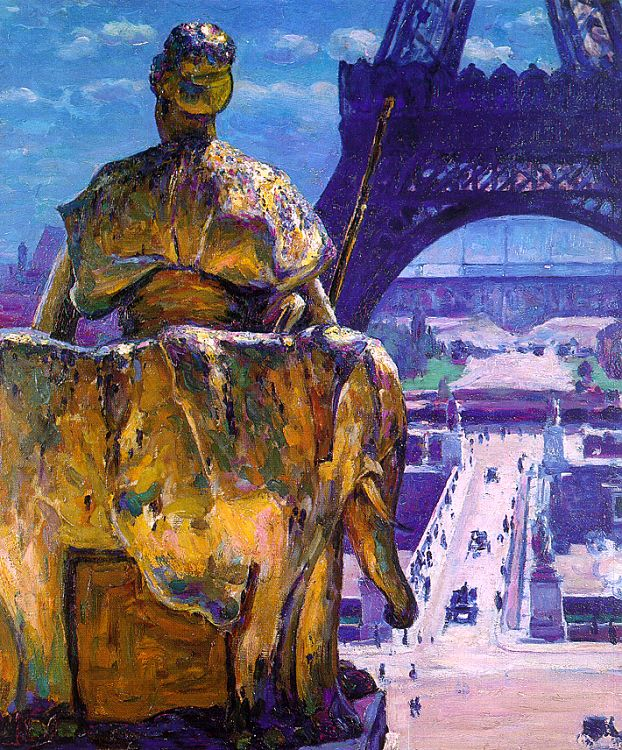
: La Tour Eiffel vue du Trocadéro